# 31450 Stevepreston
31450 Stevepreston è un asteroide della fascia principale. Scoperto nel 1999, presenta un'orbita caratterizzata da un semiasse maggiore pari a 2,3936099 au e da un'eccentricità di 0,2659155, inclinata di 10,74123° rispetto all'eclittica.